# Xerotricha orbignii
Xerotricha orbignii е вид охлюв от семейство Hygromiidae. Видът не е застрашен от изчезване.

## Разпространение
Разпространен е в Испания (Канарски острови).

## Описание
Популацията на вида е стабилна.